# محمد یعقوبی
محمّد یعقوبی (Mohammad Yaghoubi) نمایش‌نامه‌نویس و کارگردان نمایش ایرانی است.

## زندگی
محمّد یعقوبی در رشته حقوق تحصیل کرده و همزمان در کلاس‌های تئاتر فوق‌برنامهٔ دانشگاه شرکت نموده و نخستین نمایش‌نامهٔ خود را به نام بازگشت در سال ۱۳۶۸ نوشت ولی هیچگاه این نمایش‌نامه را به روی صحنه نبرد و منتشر نکرد. در سال ۱۳۷۱ در کلاس‌های تئاتر حمید سمندریان و مهین اسکویی شرکت نمود. نخستین نمایش‌نامهٔ وی که در تئاتر ایران به روی صحنه رفت زمستان شصت‌وشش نام داشت که به کارگردانی خود او در جشنواره تئاتر سال ۱۳۷۶ در تهران اجرا شد و با کسب جایزهٔ بهترین کارگردانی و نمایش‌نامه‌نویسی برای زمستان ۶۶ به عنوان نمایش‌نامه‌نویس و کارگردانی جوان مطرح شد.
او یکی از بنیان‌گذاران گروه تئاتر امروز بود و پس از جدایی از این گروه همراه با آیدا کیخایی و امیر اسمی در سال ۱۳۸۱ خورشیدی گروه تئاتر این‌روزها را تشکیل داد. محمد یعقوبی از سال ۱۳۹۴ خورشیدی در کانادا زندگی می‌کند و در کانادا مؤسسهٔ NOWADAYS THEATRE را در سال ۲۰۱۶ همراه آیدا کیخایی تأسیس نمود.
در سال ۱۳۸۲ نخستین جلسه رسمی محمّد یعقوبی در زادگاهش به همت محمد امین کارگردان جوان لنگرودی با جلسه‌ای به عنوان دیالوگ با محمّد یعقوبی در آمفی تئاتر لنگرود با حضور تئاتریهای گیلان برگزار شد. در این جلسه یعقوبی شاعر مورد علاقه جوانی‌اش را بدون اطلاع قبلی و با هماهنگی محمد امین دیدار کرد، این شاعر زنده یاد ابراهیم شکیبایی لنگرودی متخلص به عاصی بود که یک جلد مجموعه شعر خود را برای یعقوبی امضا و تقدیم کرد.
در بیشتر نمایش‌نامه‌های محمد یعقوبی جغرافیای شمال و لنگرود و شخصیت‌های مطرح آن دیده می‌شود.
طبق نوشتهٔ خبرگزاری فارس، او ممنوع‌الفعالیت است.

## نمایش‌نامه‌نویسی و کارگردانی
زمستان ۶۶، یک دقیقه سکوت، خشک‌سالی و دروغ، تنها راه ممکن و نوشتن در تاریکی از برجسته‌ترین کارهای محمد یعقوبی است. او در حال حاضر عضو پیوستهٔ کانون نمایش‌نامه‌نویسان خانهٔ تئاتر ایران و کانون کارگردانان خانهٔ تئاتر ایران است.

## آثار

### نمایش‌نامه‌ها
| نمایش‌نامه‌ها |      |
| --- | ---- |
| تیمور لنگ (نگارش به زبان انگلیسی و فارسی) | ۱۴۰۲ |
| بر شانه‌های آنتونیو (بازنویسی‌ بر اساس ترجمه‌ی انگلیسی نمایش‌نامه‌ی در تاریکی سوزان نوشته‌ی نویسنده‌ی اسپانایی آنتونیو بوئرو بایخو.)                                                                               | ۱۴۰۰ |
| مادر (نگارش به زبان انگلیسی) | ۱۴۰۰ |
| خرمالو (نگارش به زبان انگلیسی) | ۱۳۹۸ |
| نبض | ۱۳۹۷ |
| او (نمایش‌نامه‌ی کوتاه) | ۱۳۹۷ |
| هدیهٔ تولد (نمایش‌نامه‌ی کوتاه) | ۱۳۹۷ |
| سی‌وسه درصد نیل سایمون (براساس نمایش‌نامهٔ فصل دوم از نیل سایمون) | ۱۳۹۱ |
| کلاغ‌ها و آدم‌ها | ۱۳۸۹ |
| نوشتن در تاریکی | ۱۳۸۹ |
| برلین | ۱۳۸۸ |
| خشک‌سالی و دروغ | ۱۳۸۷ |
| ماچیسمو (اقتباس از رمان کنسول افتخاری نوشتهٔ گراهام گرین) | ۱۳۸۶ |
| ماه در آب | ۱۳۸۵ |
| تنها راه ممکن | ۱۳۸۴ |
| گل‌های شمع‌دانی | ۱۳۸۳ |
| قرمز و دیگران | ۱۳۸۲ |
| چشم‌هایت را ببند. (این نمایش‌نامه در نخستین‌ نگارش «از تاریکی» نام داشت و به محمد یعقوبی هرگز اجازه‌ی اجرای آن را داده نشد. یک دهه بعد محمد یعقوبی این نمایش‌نامه را با نام «چشم هایت را ببند» چاپ و منتشر کرد.) | ۱۳۸۰ |
| یک دقیقه سکوت | ۱۳۷۹ |
| رقص کاغذپاره‌ها | ۱۳۷۷ |
| زمستان ۶۶ | ۱۳۷۵ |
| دل سگ (اقتباس از رمانی به همین نام از میخائیل بولگاکف) | ۱۳۷۴ |
| از دوست‌ت دارم | ۱۳۷۰ |
| بازگشت | ۱۳۶۸ |

#### کارگردانی تئاتر
| کارگردانی تئاتر و فیلم                                                                        |                    | بازی‌گران و گروه هنری | محل اجرا | سال اجرا |
| --------------------------------------------------------------------------------------------- | ------------------ | --- | --- | -------- |
| Earworm / تیمورلنگ                                                                            | تئاتر              | آیدا کیخایی، امیر مقامی، پریا هروی و امیر زاوش | کروز تیاتر، تورنتو، کانادا                                                                                      | ۱۴۰۲     |
| خرمالو (به زبان انگلیسی)،                                                                     | فیلم ۳۶۰ درجه      | آیدا کیخایی، مه‌سا ارشادی‌فر، اندرو پارک و سینا ساسانی‌فرد | تورنتو، کانادا                                                                                                  | ۱۴۰۱     |
| صدای انسانی (به زبان انگلیسی و فارسی)، کار پایانی با سه هنرجوی کارگاه بازی‌گری اشک‌ها و لب‌خندها | فیلم               | اویان سلحشور، سارا جعفری و سارا قیاسی | تورنتو و آلمان                                                                                                  | ۱۴۰۱     |
| بر شانه‌های آنتونیو ، کار پایانی کارگاه بازی‌گری اشک‌ها و لب‌خندها                                | اجرای آن‌لاین (زوم) | به‌نوش رمضانی، نکیسا صفاریان، آرزو ملکانیان، پونه بلورچی، متین انصاری، سارا فلاحی، نريمان اسکندری، امیر مقامی، مه‌سا ارشادی‌فر، احسان سلامی، پروانه والی | تورنتو، کانادا                                                                                                  | ۱۴۰۰     |
| دل سگ (اجرا به زبان انگلیسی).                                                                 | تئاتر              | آیدا کیخایی، ناتا جی‌ رز، سیاوس شعبان‌پور، اویان سلحشور، ملانی گریس، یوری روژف و علی قربانیان | فستیوال نکست‌استیج / تورنتو،‌کانادا                                                                               | ۱۴۰۰     |
| زمستان شصت‌وشش (اجرا به زبان انگلیسی)                                                          | تئاتر              | آیدا کیخایی، پارمیدا وند، جاتان شابو، آرمون قائنی‌زاده، سارا مارشاند و امیر زاوش | فستیوال نکست‌استیج / تورنتو،‌کانادا                                                                               | ۱۳۹۸     |
| تنها راه ممکن (اجرا به زبان انگلیسی)                                                          | تئاتر              | آیدا کیخایی، مه‌سا ارشادی‌فرِ، علی مصلحی، پونه بلورچی، یاسر قریشی، ساناز وحدت، علی علوی، نیما ملاجعفر، پارسا حسن‌زاده، فرید حسینی، بنفشه طاهریان، فراز فارسیجانی، آرمان قائنی‌زاده، رایکا پژوه و امیر زاوش | کن استیج، تورنتو، کانادا                                                                                        | ۱۳۹۸     |
| رقص کاغذپاره‌ها (به زبان‌های فارسی و انگلیسی)                                                   | تئاتر              | | دنس‌میکرز، تورنتو، کانادا                                                                                        | ۱۳۹۷     |
| تنها راه ممکن (به زبان فارسی) ANGELS IN IRAN                                                  | تئاتر              | | تهران، ایران / تورنتو و واترلو، کانادا                                                                          | ۱۳۹۷     |
| یک دقیقه سکوت (اجرا به زبان انگلیسی)                                                          | تئاتر              | | فستیوال سامرورکس، تورنتو، کانادا                                                                                | ۱۳۹۵     |
| برهان (بازنویسی نمایش‌نامه‌ای به همین نام از دیوید آبورن)                                       | تئاتر              | | تورنتو و مونترآل، کانادا                                                                                        | ۱۳۹۴     |
| دل سگ (اقتباس از رمانی به همین نام از میخائیل بولگاکف)                                        | تئاتر              | | تماشاخانه‌ی ایران‌شهر / تهران، ایران                                                                              | ۱۳۹۳     |
| هیولاخوانی (نویسنده: نغمه ثمینی)                                                              | تئاتر              | | تئاتر شهر، تالار چهارسو / تهران، ایران                                                                          | ۱۳۹۳     |
| خشک‌سالی و دروغ                                                                                | تئاتر              | | فرهنگ‌سرای نیاوران، تهران، ایران / فستیوال تئاتر آدانا، ترکیه / استکهلم، سوئد / تورنتو، مونترآل و ونکوور، کانادا | ۱۳۹۳     |
| مرد بالشی (کارگردانی مشترک با آیدا کیخایی)                                                    | تئاتر              | | تماشاخانهٔ ایران‌شهر، سالن استاد ناظرزاده، تهران، ایران                                                           | ۱۳۹۲     |
| برهان (بازنویسی نمایش‌نامه‌ای به همین نام از دیوید آبورن)                                       | تئاتر              | | فرهنگ‌سرای نیاوران، تهران، ایران                                                                                 | ۱۳۹۱     |
| خشک‌سالی و دروغ                                                                                | تئاتر              | | تماشاخانهٔ ایران‌شهر، سالن استاد ناظرزاده، تهران، ایران                                                           | ۱۳۹۰     |
| زمستان ۶۶                                                                                     | تئاتر              | | تئاتر شهر، تالار چهارسو، تهران، ایران                                                                           | ۱۳۹۰     |
| نوشتن در تاریکی                                                                               | تئاتر              | | تئاتر شهر، تالار چهارسو، تهران، ایران                                                                           | ۱۳۸۹     |
| خشک‌سالی و دروغ                                                                                | تئاتر              | مهدی پاکدل، علی سرابی، آیدا کیخایی و رویا دعوتی. طراح صحنه:‌ منوچهر شجاع، طراح پوستر: امیر اسمی | تئاتر شهر، تالار چهارسو، تهران، ایران                                                                           | ۱۳۸۸     |
| خانم سویج عجیب (نویسنده: جان پاتریک)                                                          | تئاتر تلویزیونی    | كارگردان تلويزيونی: مسعود فروتن، بازی‌گران: فريده سپاه‌منصور - رزيتا غفاری - آيدا كيخایی - علی سرابی- فرهاد تجويدی - محمد عسگری - مهران نائل - مسعود ميرطاهری - معصومه رحمانی - رويا دعوتی - نوشين حسن‌زاده. | شبکه ۴ | ۱۳۸۸     |
| ماچیسمو (اقتباس از رمان کنسول افتخاری نوشتهٔ گراهام گرین)                                      | تئاتر              | امير دلاوری، علی سرابی، مهدی پاکدل، مسعود ميرطاهری، اشكان جنابی، آيدا كيخايی، پونه عبدالكريم‌زاده، و حميد آقازاده، طراح صحنه:‌ منوچهر شجاع، طراح پوستر: امیر اسمی | تئاتر شهر، تالار چهارسو، تهران، ایران                                                                           | ۱۳۸۷     |
| ۱۳۸۷ - آدم خوابش می‌گیره (نویسنده: علی نصیریان)                                                | تئاتر تلویزیونی    | كارگردان تلويزيونی: مسعود فروتن، بازی‌گران:‌محمد علی کشاورز و رویا افشار | شبکه ۴ | ۱۳۸۷     |
| دل سگ                                                                                         | تئاتر تلویزیونی    | كارگردان تلويزيونی: مسعود فروتن، بازی‌گران: احمد آقالو، وحید نفر، مهدی پاکدل، آیدا کیخایی، نگار جواهریان، محمد عسگری،‌ مسعود میرطاهری، مهدی ‌کوشکی | شبکه ۴ | ۱۳۸۷     |
| ماه در آب                                                                                     | تئاتر              | آیدا کیخایی، امیرحسین حسینی، روژین صدرزاده، سعید چنگیزیان، علی سرابی، فهمیه امن‌زاده و ناهید مسلمی. | تئاتر شهر، سالن سایه، تهران، ایران                                                                              | ۱۳۸۵     |
| زمستان ۶۶                                                                                     | تئاتر تلویزیونی    | بیژن صمصامی، بازی‌گران: آهو خردمند،‌ آیدا کیخایی، امیر دلاوری، سعید چنگیزیان، پگاه طبسی‌نژاد، محسن صادقی، محمد یعقوبی و آشا محرابی | شبکه ۴ | ۱۳۸۵     |
| تنها راه ممکن                                                                                 | تئاتر              | حميد ابراهيمی، بهروز بقايی، امين بهروزی، سعيد چنگيزيان، اميرحسين حسينی، شبنم خزلی، پيمان دانشمند، حسين سليمانی، علی سليمانی، مهدی صباغی، پگاه طبسی‌نژاد، آيدا كيخايی، ئه‌ستيره مرتضایی، ناهيد مسلمی، جواد مولانيا، طوفان مهرداديان، نسرين نصرتی، عبدالرحمان هوشيار                                               | تئاتر شهر، سالن سایه، تهران، ایران                                                                              | ۱۳۸۴     |
| گل‌های شمع‌دانی                                                                                 | تئاتر              | ناهيد مسلمی، آيدا كيخايی، پرستو گلستانی، هانيه توسلی، فهميه امن‌زاده، جواد مولانيا، يعقوب صباحی، اشكان صادقی، پونه عبدالكريم‌زاده، الهام شكيب، آزاده چاووشی | تئاتر شهر، تالار چهارسو، تهران، ایران                                                                           | ۱۳۸۳     |
| قرمز و دیگران                                                                                 | فیلم کوتاه         | بهروز بقایی،‌ رویا میرعلمی، مهرداد ضیایی، پرستو گلستانی و احمد اطراقچی. | پارک طالقانی، تهران، ایران                                                                                      | ۱۳۸۳     |
| قرمز و دیگران                                                                                 | تئاتر              | بهروز بقايي، مهدی صباغی، ابوالحسن علی‌محمدی، علی سليمانی، مهرداد ضيايی، فريبا متخصص، پرستو گلستانی، آيدا كيخايی، رويا ميرعلمی، نگار جواهريان، هانیه توسلی (فقط در اجرای جشن‌واره)، فهيمه امن‌زاده، مسعود ميرطاهری، مهروش جعفرقلی‌زاده، پيام يزدانی، جواد مولانيا، مهدی صباغی، احمد اطراق‌چی، آرش سالار و احمد آكشته | تئاتر شهر، تالار قشقایی، تهران، ایران                                                                           | ۱۳۸۲     |
| یک دقیقه سکوت                                                                                 | تئاتر              | آیدا کیخایی، آیلار برق‌نورد، بهروز بقایی، سیما تیرانداز، مهتاب نصیرپور، هومن برق‌نورد | تئاتر شهر، تالار چهارسو، تهران، ایران                                                                           | ۱۳۸۰     |
| پس تا فردا (نویسنده ریما رامین‌فر)                                                             | تئاتر              | پانته‌آ بهرام، هومن برق‌نورد، ریما رامین‌فر، رحیم نوروزی و محمدرضا حسین‌زاده | تئاتر شهر، تالار چهارسو، تهران، ایران                                                                           | ۱۳۷۹     |
| دل سگ (اقتباس از رمانی به همین نام از میخائیل بولگاکف)                                        | تئاتر              | امیر جعفری،‌ علی گوهری، هومن برق‌نورد، پانته‌آ بهرام، ریما رامین‌فر، رحیم نوروزی، احمد مهران‌فر | تئاتر شهر، تالار چهارسو، تهران، ایران                                                                           | ۱۳۷۹     |
| رقص کاغذپاره‌ها / تئاتر شهر، تالار سایه / آبان‌ماه                                              | تئاتر              | پانته‌آ بهرام، ریما رامین‌فر، امیر جعفری، هومن برق‌نورد، محمدرضا حسین‌زاده، رحیم نوروزی، نرمین نظمی و محمد یعقوبی | تئاتر شهر، سالن سایه، تهران، ایران                                                                              | ۱۳۷۸     |
| زمستان ۶۶                                                                                     | تئاتر              | پانته‌آ بهرام، ریما رامین‌فر، رحیم نوروزی، پوپک گلدره، هومن برق‌نورد و محمدرضا حسین‌زاده | تئاتر شهر، تالار کوچک، تهران، ایران                                                                             | ۱۳۷۷     |
| شب به‌خیر مادر (نویسنده مارشا نورمن) / تئاتر شهر، تالار کوچک/ مردادماه                         | تئاتر              | ریما رامین‌فر و پانته‌آ بهرام | تئاتر شهر، تالار کوچک، تهران، ایران                                                                             | ۱۳۷۶     |

#### نمایش‌نامه‌های چاپ‌شده
- ۱۴۰۲- زمستان شصت و شش (به دو زبان انگلیسی و فارسی) انتشارات نمایش‌نامه‌نویسان کانادا
- ۱۳۹۹- ماچیسمو / نشر مروارید
- ۱۳۹۳ - چشم‌هایت را ببند/ نشر بوتیمار
- ۱۳۹۵ - نوشتن در تاریکی/ نشر اختران
- ۱۳۹۳ - رقص کاغذپاره‌ها/ نشر افراز
- ۱۳۹۱ - ماه در آب/ افراز
- ۱۳۹۰ - زمستان ۶۶ (چاپ سوم) / افراز
- ۱۳۸۹ - تنها یک (تنها راه ممکن و یک دقیقه سکوت)/ افراز
- ۱۳۸۹ - خشک‌سالی و دروغ / انتشارات افراز
- ۱۳۸۷ - تنها راه ممکن / پایاب
- ۱۳۸۶ - از تاریکی / پایاب
- ۱۳۸۳ - زمستان ۶۶ (چاپ دوم) / اندیشه‌سازان
- ۱۳۸۳ - دل سگ / اندیشه‌سازان
- ۱۳۸۳ - رقص کاغذپاره‌ها / اندیشه‌سازان
- ۱۳۷۷ - زمستان ۶۶ / انتشارات قصیده

#### نمایش‌نامه‌خوانی
- ۱۳۹۲ - یک دقیقه سکوت / نویسنده و کارگردان/ کانادا، دانش‌گاه تورنتو
- ۱۳۸۸ - از پشت شیشه‌ها /کارگردان/ نویسنده: اکبر رادی/ فرهنگ‌سرای ارسباران
- ۱۳۸۷ - خیانت / کارگردان / نویسنده: هارولد پینتر/ خانه هنرمندان
- ۱۳۸۲ - با خشم به یاد آر/ کارگردان / نویسنده: جان آزبرن/ خانه هنرمندان
- ۱۳۸۱ - از تاریکی / نویسنده و کارگردان/ خانه هنرمندان

### نمایش رادیویی
- ۱۳۸۴ - برادران کارآمازوف/ تنظیم رادیویی/ بر اساس رمانی به همین نام از فئودور داستایفسکی/ شبکهٔ فرهنگ
- ۱۳۸۳ - ظلمت در نیم‌روز / تنظیم رادیویی/ بر اساس رمانی به همین نام از آرتور کستلر/ شبکهٔ فرهنگ
- ۱۳۸۳ - کنسول افتخاری / تنظیم رادیویی/ بر اساس رمانی به همین نام از گراهام گرین/ تنظیم رادیویی/ شبکهٔ فرهنگ
- ۱۳۸۲ - ابلوموف / تنظیم رادیویی/ بر اساس رمانی به همین نام از ایوان گنچارف/ شبکهٔ فرهنگ
- ۱۳۸۱ - سایه گریزان / تنظیم رادیویی/ بر اساس رمانی به همین نام از گراهام گرین/ شبکهٔ فرهنگ
- ۱۳۸۰ - مرگ و دوشیزه / تنظیم رادیویی و کارگردانی/ بر اساس نمایش‌نامه‌ای به همین نام از آریل دورفمن/ شبکهٔ فرهنگ
- ۱۳۸۰ - با خشم به یاد آر/ تنظیم رادیویی و کارگردانی/ بر اساس نمایش‌نامه‌ای به همین نام از جان آزبرن/ شبکهٔ فرهنگ
- ۱۳۷۹ - آهنگ رزم / کارگردانی/ بر اساس نمایش‌نامه‌ای به همین نام از جان وایتینگ/ شبکهٔ فرهنگ
- ۱۳۸۰ - دل سگ/ تنظیم رادیویی/ بر اساس رمانی به همین نام از میخائل بولگاکف/ شبکهٔ فرهنگ
- ۱۳۷۸ - پژواک و موزیک برای ماهی‌ها / نگارش و کارگردانی/ شبکهٔ جوان
- ۱۳۷۸ - آن‌ها زنده‌اند / تنظیم رادیویی و کارگردانی/ بر اساس نمایش‌نامه‌ای به همین نام از آثول فوگارد/ پخش از شبکهٔ فرهنگ

## جایزه‌ها
- ۱۳۹۹ - جایزهٔ پن (کاهوتس تیاتر) برای نگارش اولین نمایش‌نامهٔ خود به انگلیسی به‌نام خرمالو.
- ۱۳۹۵ - جایزهٔ سوم نمایش‌نامه‌نویسی از فستیوال فرینج تورنتو برای نمایش‌نامهٔ یک دقیقه سکوت.[۵۳]
- ۱۳۹۲ - جایزهٔ به‌ترین نمایش سال از کانون ملی منتقدان برای کارگردانی نمایش‌نامهٔ خشک‌سالی و دروغ
- ۱۳۹۰ - جایزهٔ اول نمایش‌نامه‌نویسی از پنجمین دورهٔ جایزهٔ ادبیات نمایشی کانون نمایش‌نامه‌نویسان خانهٔ تئاتر برای نگارش نمایش‌نامهٔ یک دقیقه سکوت
- ۱۳۸۹ - جایزهٔ بِه‌ترین کارگردانی از کانون نویسندگان و منتقدان تئاتر برای کارگردانی نمایش خشک‌سالی و دروغ
- ۱۳۸۴ - جایزهٔ اول نمایش‌نامه‌نویسی از کانون ملی منتقدان برای نگارش نمایش‌نامهٔ گل‌های شمع‌دانی
- ۱۳۸۱ - جایزهٔ اول نمایش‌نامهٔ رادیویی و اقتباس از رمان برای رادیو برای نگارش نمایش دل سگ
- ۱۳۸۰ - جایزهٔ اول کارگردانی از کانون ملی منتقدان برای کارگردانی نمایش یک دقیقه سکوت
- ۱۳۷۹ - جایزهٔ سوم کارگردانی از جشن‌واره تئاتر فجر برای کارگردانی نمایش‌نامهٔ یک دقیقه سکوت
- ۱۳۷۸ - جایزهٔ سوم کارگردانی از جشن‌واره تئاتر فجر برای کارگردانی نمایش‌نامهٔ پس تا فردا
- ۱۳۷۸ - جایزهٔ اول کارگردانی از کانون ملی منتقدان برای کارگردانی نمایش رقص کاغذپاره‌ها
- ۱۳۷۷ - جایزهٔ دوم نمایش‌نامه‌نویسی و کارگردانی از جشنوارهٔ تئاتر فجر برای نگارش و کارگردانی نمایش‌نامهٔ رقص کاغذپاره‌ها
- ۱۳۷۶ - جایزهٔ اول کارگردانی و جایزهٔ دوم نمایش‌نامه‌نویسی از جشنوارهٔ تئاتر فجر برای نگارش و کارگردانی نمایش‌نامهٔ زمستان ۶۶